# Młodzieżowy Puchar PZM na żużlu
Młodzieżowy Puchar Polskiego Związku Motorowego na żużlu (Młodzieżowy Puchar PZMot.) – rozgrywki żużlowe, organizowane przez Polski Związek Motorowy w latach 1975-1977. Odbywały się one w czterech grupach eliminacyjnych w formie czwórmeczów. Zwycięzcy grup spotykali się w finale.
W 1978 roku został przemianowany na młodzieżowe drużynowe mistrzostwa Polski.

## Medaliści
| Rok  | Miejsce   | Złoto             | Srebro                   | Brąz              | Źr. |
| ---- | --------- | ----------------- | ------------------------ | ----------------- | --- |
| 1975 | Lublin    | RKS Motor Lublin  | Stal Gorzów Wielkopolski | Polonia Bydgoszcz |     |
| 1976 | Bydgoszcz | Polonia Bydgoszcz | KS Kolejarz Opole        | RKS Motor Lublin  |     |
| 1977 | Opole     | Unia Leszno       | KS Kolejarz Opole        | Polonia Bydgoszcz |     |

## Klasyfikacja medalowa
Stan po sezonie 1977
| Lp. | Klub                     | Złoto | Srebro | Brąz | Razem |
| --- | ------------------------ | ----- | ------ | ---- | ----- |
| 1.  | Polonia Bydgoszcz        | 1     | –      | 2    | 3     |
| 2.  | RKS Motor Lublin         | 1     | –      | 1    | 2     |
| 3.  | Unia Leszno              | 1     | –      | –    | 1     |
| 4.  | KS Kolejarz Opole        | –     | 2      | –    | 2     |
| 5.  | Stal Gorzów Wielkopolski | –     | 1      | –    | 1     |